# Guillermina Motta
Guillermina Motta i Cardona (Barcelona, 26 de febrero de 1942) es una cantautora e intérprete española conocida artísticamente como Guillermina Motta. En sus orígenes estuvo ligada al movimiento musical de la Nova Cançó, también desarrolló su faceta como actriz y presentadora o colaboradora de radio y televisión en programas relacionados con la música y el cine.

## Trayectoria artística
En 1963, siendo estudiante en la Facultad de Filosofía y Letras en la Universidad de Barcelona conoció a Xavier Serrahima, quien la animó a cantar con un grupo de cantantes llamado Els Setze Jutges. Serrahima, amigo también de Quico Pi de la Serra, lo llevó a su casa para que escuche las dos canciones que Guillermina había compuesto: "La tardor" y "Eternitat". A Pi de la Serra le parecieron bien y como condición le propuso componer dos más antes del siguiente sábado. Motta lo hizo y ese mismo día cantaron por primera vez en el Casino de Figaró-Montmany, con Enric Barbat, Maria Cinta y el propio Quico. Pocos días después cantaban en Mataró. Como a los ya miembros del grupo no les parecía bien que entrara en el grupo por recomendación de Pi de la Serra, pasó una prueba en casa de Delfí Abella, de esta manera se unía al grupo e iniciaba su recorrido por la historia de la Nova Cançó.
En 1964, Guillermina Motta se unía a Els Setze Jutges y poco después publicaba su primer sencillo "Els snobs". En 1965 grababa Recital Guillermina Motta, con el que obtuvo el Gran Premi del Disc Català de l´Any, en 1966 debutó en el Palau de la Música Catalana de Barcelona en un concierto colectivo de Els Setze Jutges, en 1968 cantó en París y en Bélgica. En 1969 recibió varios premios por Visca l'amor e intervino en las representaciones de Amics i coneguts del Teatro Poliorama. Durante estos años de su juventud formará parte de la llamada gauche divine barcelonesa.
En 1970 protagoniza la película Topical Spanish de Ramón Masats y presenta su disco en homenaje al cuplé Remena nena que desarrolla su faceta más divertida con gran éxito. En 1971, Mario Gas la dirige en Remena, nena, el espectáculo de cuplés de Guillermina Motta en la sala La Paloma de Barcelona. En 1972 interviene en la película Los viajes escolares de Jaime Chávarri y presenta un espectáculo dirigido nuevamente por Mario Gas, de título Tango con Enric Barbat y Biel Moll (como maestro de ceremonias) que se grabó en disco y que permaneció dos años en cartel, en las salas Martin's y Gaslight de Barcelona.
En 1973 graba un programa especial de la serie A su aire en TVE y rueda un corto de Mario Gas con las canciones de Tango. Ese mismo año graba un interesante disco en castellano con letras de Manuel Vázquez Montalbán: Guillermotta en el país de las Guillerminas; Manuel Vázquez Montalbán escribió este musical expresamente para Guillermina Motta, para quien ya había escrito numerosas canciones anteriormente. La obra Guillermotta en el país de las Guillerminas (publicada por Anagrama en 1973), no se ha llegado a representar jamás. En 1974 protagoniza un especial para televisión titulado Cançons que estimo en els llocs que estimo y TVE emite La hora de Guillermina Motta.
En 1980 protagoniza el especial de televisión Cantem y en 1981 se emite la serie en TVE Cataluña Les Guillermines del Rei Salomó donde interpreta a varios personajes y canta en cada programa canciones de su repertorio y otras creadas para la ocasión con letra de Narcís Comadira y música de Joan Vives, canciones que posteriormente serán grabadas en su disco de título homónimo. En ese año, actuó también en la sala Bocaccio con su espectáculo Guillermina de dotze a una. En 1984 y 1985 presenta el magazine televisivo Benvinguts, con entrevistas y actuaciones, en el circuito catalán de TVE. En 1990 presenta el programa Querido Cabaret en TVE, en el que contó con primeras figuras del mundo de la canción como invitados.
En Vota Motta o Les Guillermines del rei Salomó colaboró con Joan Manuel Serrat, amigo personal de Guillermina, tanto en algunos temas como en la producción de los discos. Amante de la canción francesa: Jacques Brel, Guy Béart, Georges Brassens, Serge Reggiani y especialmente Barbara, cantó en catalán a Anne Sylvestre, Barbara y Jacques Brel, con adaptaciones recogidas en su LP Cançons que estimo per a la gent que estimo en 1974. Fue evolucionando desde sus primeras composiciones juveniles, pasando por canciones de amor al estilo de Barbara, dramas intimistas, canciones sociales, aunque siempre influenciada por la chanson, después cantando a los poetas catalanes, entre otros a Josep Carner y Joan Salvat-Papasseit, también cultivó un estilo más festivo y sarcástico con la recuperación de cuplés en su Remena nena o sus novedosos tangos en adaptación en catalán en el espectáculo Tango, junto a Enric Barbat.
Sus últimas presentaciones en concierto fueron los días 27 y 28 de noviembre de 2002 en la desaparecida sala L'Espai de Barcelona, conciertos en los que recordó su principal repertorio, grabado en su caja de 6 CD Fent equilibris.
Después de anunciar su retirada, en 2008 participa puntualmente en el CD colectivo Catorze poemes, catorze cançons en homenaje a la poetisa Maria Mercè Marçal grabando el tema Sóc culpable con música de su autoría; el CD es editado en 2009.

## Estilo artístico y otros detalles
Junto a Enric Barbat y a Joan Manuel Serrat, se significó en los años de la Nova Cançó por utilizar también el castellano en algunos de sus discos, frente al monolingüismo catalán que reivindicaban otros componentes del mencionado movimiento debido a su consideración personal de que la Nova Cançó no era solo un movimiento cultural sino de lucha. Desde sus inicios, Guillermina fue cultivando diversas facetas musicales, envolviéndose siempre de un aire intimista, pero a la vez con ese otro lado más divertido y espontáneo de algunas etapas de su carrera, ha cantado preferentemente en catalán, también en castellano y hasta en inglés en alguna rareza discográfica.
Tras retirarse de los escenarios trabajó como presentadora en diversos programas de música en la radio catalana y como colaboradora de televisión en el programa de TV3 La columna presentado por la periodista Julia Otero, como comentarista de cine, televisión y música. En 2007 fue galardonada con la Medalla de Honor del Parlamento de Cataluña en reconocimiento por su labor realizada para Els Setze Jutges, aunque no recogió el premio personalmente por considerar que llegaba demasiado tarde.
Una trayectoria musical original y que posteriormente reivindican algunos modernos del pop y otros géneros, Motta marcó estilo con su imagen pública feminista, desenfadada y pop. Por ejemplo, en 2007 el grupo Hidrogenesse versiona como icono de la modernidad el tema El vestir d'en Pasqual (Juan Misterio-Joan Viladomat) reivindicando su figura artística. El 2014 el islandés Halldor Mar canta Remena nena en inglés (Shake it baby) en su disco "Winds". En 2015, la banda Germà Negre graba en su primer disco (Els àngels fan torrades) el tema Jo vull ser miss. En 2019 el grupo de rumba catalans Arrels de Gràcia graba «Remena nena» en su disco Remena, nen!.
En 2019 el Festival Barnasants reconoce su trayectoria artística con el Premio Barnasants. En 2021, el Festival Barnasants la vuelve a homenajear con el concierto colectivo Una bruixa com nosaltres bajo la dirección de Sílvia Comes, que se une a las voces de Laura Simó, Anna Roig y Mone Teruel en el Teatro Joventut de Hospitalet de Llobregat, un espectáculo que será editado en disco. En 2021 Guillermina Motta es galardonada con el Premio Enderrock de Honor por toda su trayectoria artística.
En 2023 la película Els encantats dirigida por Elena Trapé se cierra con la canción La soledad, canción de Barbara interpretada en catalán por Guillermina Motta.

## Discografía[26]

### LP y CD
- 1965 — Recital Guillermina Motta • 33 RPM Concèntric
- 1967 — Guillermina Show • 33 rpm Concèntric
- 1968 — Visca l'amor • 33 rpm Concèntric
- 1970 — Remena nena • 33 rpm Edigsa, editado en CD por PDI en 1996
- 1972 — Guillermotta en el país de las Guillerminas • 33 rpm Ariola
- 1972 — Tango • 33 rpm Edigsa (con Enric Barbat), editado en CD por PDI en 1998. Tangos en versión catalana de Enric Barbat
- 1972 — Nadal amb Guillermina Motta • 33 rpm Edigsa
- 1974 — Cançons que estimo • 33 rpm Edigsa
- 1976 — Canticel • 33 rpm Edigsa
- 1977 — Vota Motta • 33 rpm Zafiro
- 1981 — Les Guillermines del Rei Salomó • 33 rpm Discophon
- 1981 — Una bruixa com les altres • 33 rpm Discophon
- 1987 — Lluny de Malibú • LP Blau
- 1989 — Bestiari • LP Zebra
- 1993 — Segons la lluna • Doble CD Novoson
- 1999 — Íntim • CD Audivis
- 2002 — Fent equilibris (caja de seis CD que recoge la mayor parte de la obra discográfica de Guillermina Motta). Edita Columna Música, con cinco temas inéditos: CD 1 • 1964–1968, CD 2 • 1970–1971,CD 3 • 1972–1976, CD 4 • 1977–1981, CD 5 • 1987–1993,CD 6 • 1993–2002.

### Sencillos y EP
- 1964 — Els snobs • 45 RPM Edigsa
- 1965 — Morir per morir  • 45 rpm Concèntric
- 1966 — Guillermina Motta canta Anne Sylvestre • 45 rpm Concèntric
- 1966 — Guillermina Motta canta les seves cançons • 45 rpm Concèntric
- 1967 — Ni flors ni violes • 45 rpm Concèntric
- 1967 — No queda bé • 45 rpm Concèntric
- 1968 — A un amic del Pais Basc • 45 rpm Concèntric
- 1968 — Calla fill, no hi pensis  • 45 rpm Concèntric
- 1969 — A Omar Kheyyam — (Con vino soy — Tras la lluvia) — 45 rpm (Vergara)
- 1969 — Tú vendrás (G. Motta) — One morning (The bold grenadier) — 45 rpm (Vergara)
- 1969 — Quiero marcharme (G.Motta) — Si mi voz muriera en tierra (Rafael Alberti – G. Motta) — 45 rpm (Vergara)
- 1970 — Filomena — Digue'm quan tornaràs • 45 rpm Vergara
- 1970 — Mi soledad – Los novios — Mi soledad (Georges Moustaki) — Los novios (J. Datin — M. Vidalin)
- 1971 — T'espero a la moqueta – Em sento mare
- 1971 — La barcelonista – PCM 1003 SG Edigsa. Con La barcelonista (Jo sóc barcelonista) (R. Llurba – M. Tell) – Cap a futbol (Delfí Abella)
- 1974 — Barcelonista — Edició Barça Campió — PCM 1014 SG Edigsa —  Con La barcelonista (Jo sóc barcelonista)  – Remena nena
- 1975 — L'any de la dona.  Edigsa 45 rpm. Con L'any de la dona (M. A. Campmany — J. L. Soler) y Els amics del senyor (D. Fragson — H. Ceilarius — adapt J. Picas).

### Discos colectivos
- 1965 — Nadal EP
- 1966 — Audiència Pública LP, reeditado en CD en 2009
- 1971 — Història de Catalunya amb cançons • 33 rpm Edigsa, editado posteriormente en CD y ampliado en 2014
- 1975 — Llegendes de Catalunya • 33 rpm Edigsa
- 1977 — La reina ha relliscat
- 2009 — Maria Mercè Marçal. Catorze poemes, catorze cançons.